# Constante prima
La constante prima es un número real {\displaystyle \rho } cuyo {\displaystyle n}-ésimo dígito binario es 1 si {\displaystyle n} es un número primo y 0 si {\displaystyle n} es un número compuesto o 1.
En otras palabras, {\displaystyle \rho } es el número cuya expansión binaria corresponde a la función indicatriz del conjunto de los números primos. Esto es,
{\displaystyle \rho =\sum _{p}{\frac {1}{2^{p}}}=\sum _{n=1}^{\infty }{\frac {\chi _{\mathbb {P} }(n)}{2^{n}}}}
donde {\displaystyle p} indica un primo y {\displaystyle \chi _{\mathbb {P} }} es la función característica del conjunto {\displaystyle \mathbb {P} } de números primos.
El comienzo de la expansión decimal de ρ es: {\displaystyle \rho =0.414682509851111660248109622\ldots } (sucesión A051006 en OEIS)
El comienzo de la expansión binaria es: {\displaystyle \rho =0.011010100010100010100010000\ldots _{2}} (sucesión A010051 en OEIS)

## Irracionalidad deρ
Se puede demostrar que el número {\displaystyle \rho } es irracional. Para ver por qué, supóngase que fuera racional.
Entonces, denótese el dígito {\displaystyle k}-ésimo de la expansión binaria de {\displaystyle \rho } como {\displaystyle r_{k}}. Entonces, dado que se supone que {\displaystyle \rho } es racional, su expansión binaria finalmente es periódica, por lo que existen {\displaystyle N} y {\displaystyle k} números enteros positivos tales que {\displaystyle r_{n}=r_{n+ik}} para todos los {\displaystyle n>N} y todo {\displaystyle i\in \mathbb {N} }.
Pero como según el teorema de Euclides hay un infinito número de primos, se puede elegir un primo {\displaystyle p>N}. Por definición, se sabe que {\displaystyle r_{p}=1}. Como se señaló, se tiene que {\displaystyle r_{p}=r_{p+ik}} para todos los {\displaystyle i\in \mathbb {N} }. Ahora, considérese el caso de que {\displaystyle i=p}. Entonces, {\displaystyle r_{p+i\cdot k}=r_{p+p\cdot k}=r_{p(k+1)}=0}, ya que {\displaystyle p(k+1)} es compuesto porque {\displaystyle k+1\geq 2}. Dado que {\displaystyle r_{p}\neq r_{p(k+1)}}, se concluye que {\displaystyle \rho } es irracional.